# سائو مائو
سائو مائو با نام محترم یانشی چهارمین امپراتور سائو وی بود.